# Saccopharynx ramosus
Saccopharynx ramosus és el nom científic d'una espècie de peix abisal pertanyent al gènere Saccopharynx. És una espècie batipelàgica que habita en la zona oriental de l'oceà Atlàntic i la zona occidental de l'oceà Índic.